# Чехрак (посёлок, Адыгея)
Чехрак — посёлок в Кошехабльском районе Республики Адыгея России. Входит в Дмитриевское сельское поселение.

## Население
| 2002 | 2010 | 2013 | 2014 | 2015 | 2016 | 2017 |
| ---- | ---- | ---- | ---- | ---- | ---- | ---- |
| 500  | ↗504 | ↗506 | ↗508 | ↗520 | ↗524 | ↘499 |
| 2018 | 2019 | 2020 | 2021 | 2023 | 2024 |      |
| ↗506 | ↘499 | ↗509 | ↘481 | ↘472 | ↗475 |      |

По данным Всероссийской переписи населения 2021 года:
| Народ           | Численность, чел. | Доля от всего населения, % |
| --------------- | ----------------- | -------------------------- |
| русские         | 333               | 69,23 %                    |
| адыги (черкесы) | 103               | 21,42 %                    |
| татары          | 31                | 6,44 %                     |
| другие          | 14                | 2,91 %                     |
| всего           | 481               | 100,0 %                    |

## Улицы
| - Веселая, - Зелёная, - Короткая, - Ленина, - Майская, - Набережная, | - Новая, - Спокойная, - Степная, - Центральная, - Школьная, - Шоссейная. |